# Egon Lendl
Egon Lendl (* 1. November 1906 in Trient; † 7. Jänner 1989 in Salzburg) war ein österreichischer Geograph, Gründer und langjähriger Vorstand des Geographischen Instituts der Universität Salzburg und 1964/65 der erste gewählte Rektor der wiedergegründeten Universität Salzburg.

## Leben
Als er neun Jahre alt war, zog Egon Lendl mit seinen Eltern nach Wien. Er studierte Geographie, Geologie, Geschichte und Volkskunde an der Universität Wien. Zum 28. Oktober 1932 trat er der NSDAP bei (Mitgliedsnummer 1.309.164). Während des Zweiten Weltkriegs bereiste er Albanien, Griechenland, Bulgarien und die Türkei, danach war er Herausgeber des Landesatlas von Salzburg. Seine Habilitation von 1944 mit einer Arbeit über den deutschen Einfluss auf die Kulturlandschaft Südosteuropas musste nach österreichischer Ordnung 1953 nochmal vollzogen werden. 1964 wurde er zum korrespondierenden Mitglied der Österreichischen Akademie der Wissenschaften gewählt.
Nach Lendls Emeritierung übernahm Helmut Heuberger dessen Ordinariat.

## Werke
- Die mitteleuropäische Kulturlandschaft im Umbruch der Gegenwart (1951)
- Salzburg in sozialgeographischer Sicht (1963)
- Die jüngsten Wandlungen der europäischen Kulturlandschaft (1966)